# Agrippa (cráter)

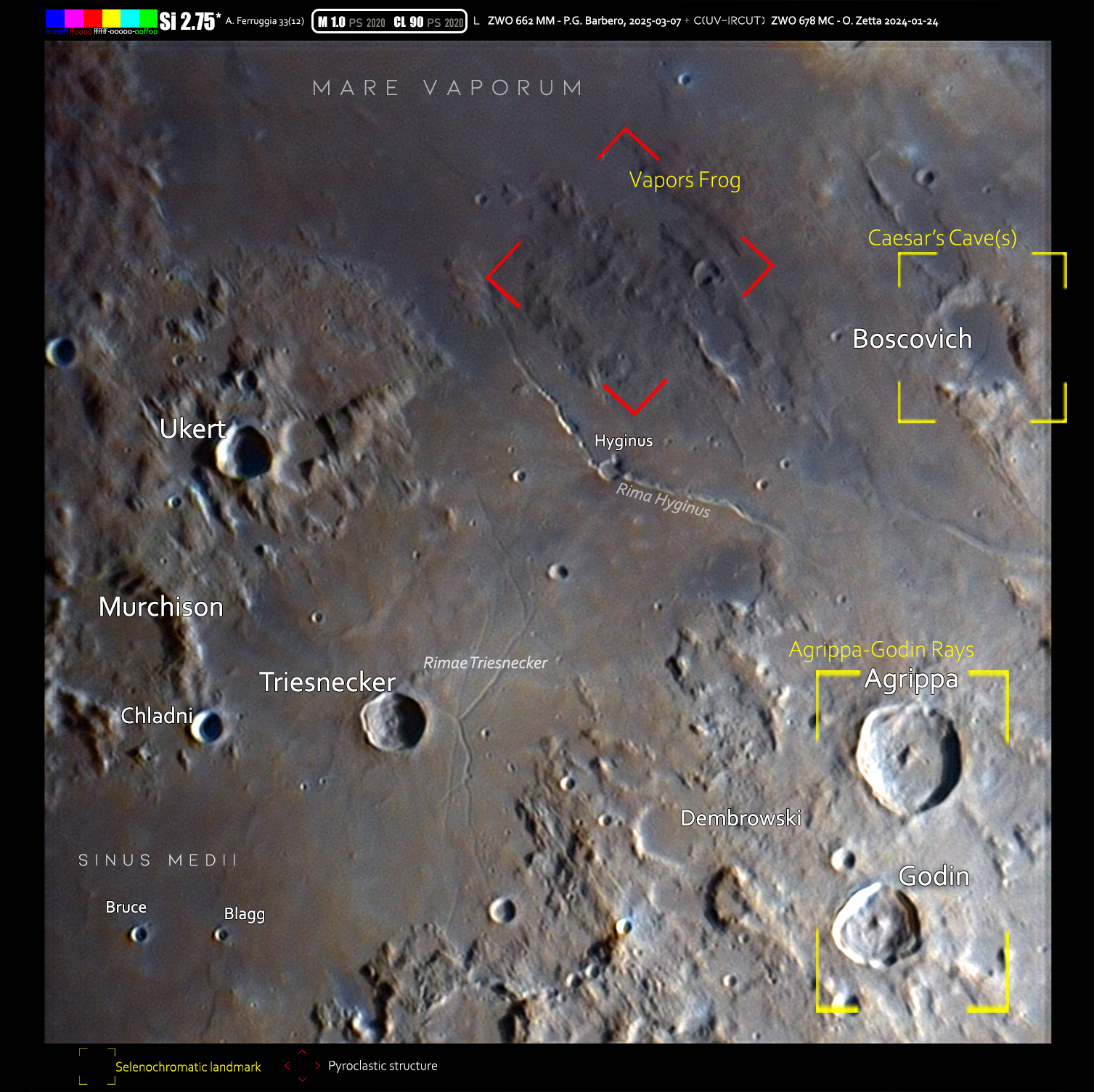
Área del cràter (a la derecha) en formato selenocromático

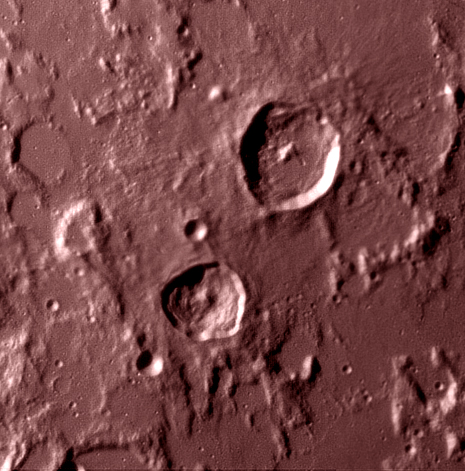
Godin (abajo) y Agrippa (arriba a la derecha)

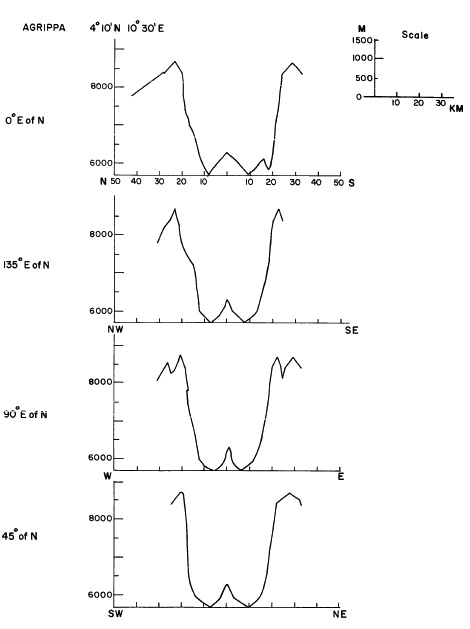
Perfiles transversales del cráter

Agrippa es un cráter de impacto lunar que se encuentra en el extremo sureste del Mare Vaporum. Está ubicado unos 30 km al norte del cráter Godin. Tempel, de forma irregular, se halla justo al este y Dembowski se sitúa 70 km al oeste. Al nornoreste aparece la grieta denominada Rima Ariadaeus, que sigue un rumbo hacia el estesureste alcanzando el borde occidental del Mare Tranquillitatis. Lleva el nombre del astrónomo griego del siglo I Agripa.
Su diámetro es de 46 km y tiene una profundidad de 3100 m. Ocupa una superficie de más de 1500 km² y su perímetro es de unos 150 km.
El borde de Agripa tiene una forma inusual, que se asemeja a la forma de un escudo con un borde sur redondeado y una mitad norte más angulosa. El interior es algo irregular, con una elevación central en el punto medio. El cráter es del período Período Eratosteniano, que duró entre 3200 y 1100 millones de años atrás.
Desde esa ubicación, la Tierra aparece en el cielo lunar a unos 4 grados de la vertical y unos 10 grados hacia el oeste. El Sol sale ligeramente después de que la Tierra está medio iluminada, y se sitúa sobre el horizonte antes del último cuarto y después del primer cuarto.

## Cráteres satélite
Por convención estos cráteres se identifican en los mapas lunares con la letra que los identifica ubicada en el lado del centro del cráter que más se acerque al cráter principal.
|         | \| Agrippa \| Coordenadas \| Diámetro \| \| ------- \| -------------------------- \| -------- \| \| B \| 6°12′N 9°24′E / 6.2, 9.4 \| 4 km \| \| D \| 3°48′N 6°42′E / 3.8, 6.7 \| 20 km \| \| E \| 5°12′N 8°30′E / 5.2, 8.5 \| 5 km \| \| F \| 4°24′N 11°24′E / 4.4, 11.4 \| 6 km \| \| G \| 3°54′N 6°12′E / 3.9, 6.2 \| 13 km \| \| H \| 4°48′N 10°42′E / 4.8, 10.7 \| 6 km \| \| S \| 5°18′N 8°54′E / 5.3, 8.9 \| 32 km \| |          |
| Agrippa | Coordenadas | Diámetro |
| B       | 6°12′N 9°24′E / 6.2, 9.4 | 4 km     |
| D       | 3°48′N 6°42′E / 3.8, 6.7 | 20 km    |
| E       | 5°12′N 8°30′E / 5.2, 8.5 | 5 km     |
| F       | 4°24′N 11°24′E / 4.4, 11.4 | 6 km     |
| G       | 3°54′N 6°12′E / 3.9, 6.2 | 13 km    |
| H       | 4°48′N 10°42′E / 4.8, 10.7 | 6 km     |
| S       | 5°18′N 8°54′E / 5.3, 8.9 | 32 km    |